# Tauchlöten
Beim Tauchlöten wird das Werkstück bei einem ersten Verfahren ganz oder teilweise in das flüssige Lot eingetaucht, um die Pins des Bauelements und die Leiterplatte zu erhitzen. Hierzu befindet sich die zu lötende Baugruppe meist in einer Aufnahme. Durch die Aufnahme wird verhindert, dass flüssiges Lot auf die Oberseite der Baugruppe gelangt. 
Als weitere Möglichkeit beim Tauchlöten wird zum Löten ein Stempel aus dem Lottopf herausgefahren. Dieser Stempel besitzt an allen Stellen der Baugruppe, die gelötet werden müssen, Aussparungen. In diesen Aussparungen befindet sich beim Anheben flüssiges Lot, welches die Lötverbindung herstellt.

## Herstellen der Lötverbindung
Der Wärmeeintrag zum Löten erfolgt durch das flüssige Lot im Lottopf. Dieses Verfahren erhöhte bei der Herstellung von einseitig bestückten Leiterplatten die Arbeitsproduktivität gegenüber der arbeitsintensiven Löten mittels Lötkolben, da alle Lötstellen der Leiterplatte gleichzeitig gelötet werden konnten. Später wurde das Tauchlöten durch das Schwalllöten abgelöst.
Damit das flüssige Lot nicht sofort Schlacken bildet, wird der Lottopf unter einer Schutzatmosphäre, z. B. Stickstoff, gehalten. Schlacken sind leichter als flüssiges Lot und schwimmen im Lottopf an der Oberfläche. Beim Löten können Schlacken den Lötprozess beeinflussen, es besteht das Risiko, dass sich entweder gar keine Lötverbindung einstellt oder dass die Lötverbindung von geringer Qualität ist.
Im Vergleich zu Wellenlötanlagen oder Selektivlötanlagen sind die Tauchlötanlagen meist einfacher und kompakter aufgebaut und benötigen in der Produktion meist auch einen deutlich geringeren Flächenbedarf.

## Grenzen
Beim klassischen Tauchlöten gibt es zwischen eng benachbarten Pins der Bauelemente (z. B. bei Steckern mit feinem Raster) häufig Lotbrücken, die nach dem Löten meist händisch entfernt werden müssen. Im Gegensatz zum Wellenlöten werden die Baugruppen meist senkrecht aus dem Lotbad herausgehoben, so dass flüssiges Lot zwischen benachbarten Pins nicht abfließen kann und Lotbrücken bildet. Dieses Verfahren eignet sich zum Löten, wenn die Lötstellen nicht zu nah beieinander liegen.
Dieses Lötverfahren eignet sich besonders zum Löten von Baugruppen, die der Lötstelle wenig Wärme entziehen. Weiterhin wird beim Tauchlöten das flüssige Lot durch die Oberflächenspannung in die Hülse der Lötstelle gesaugt. Gegenüber dem Wellenlöten oder dem Selektivlöten gibt es bei diesem Verfahren keine Eigenbewegung des flüssigen Lots, so dass der Lotdurchstieg gegenüber den beiden anderen Lötverfahren teilweise nicht so ausgeprägt ist.

## Andere Lötverfahren
Mit der Einführung der SMD-Technik spielte das Tauchlöten praktisch keine große Rolle mehr. Heute sind in der Elektroindustrie das Wellen- und Schlepplöten sehr weit verbreitet. Mit diesen beiden Verfahren können einfache SMD-Bauelemente (beim SMD-Bestücken geklebt) bei angepasster Bestückungsdichte gelötet werden. Allerdings stößt die Anwendung dieser Standardverfahren bei höherer Bestückungsdichte und bei schwieriger zu lötenden Bauelementen sehr schnell an ihre Grenzen. Hier bringt die stark zunehmende Anwendung von Lötanlagen mit Doppelwelle weitere Verbesserungen. 

## Praxiseinsatz
Dieses Verfahren eignet sich zum Löten von Baugruppen, bei denen die Abstände der Lötstellen nicht zu gering sind, da es ansonsten verstärkt zur Brückenbildung kommen kann. Heute werden Tauchlötanlagen teilweise auch noch zum Verzinnen von Bauelementanschlüssen oder flexiblen Leitungen verwendet.